# Zwitserland op het Europees kampioenschap voetbal 2020
Zwitserland was een van de deelnemende landen aan het Europees kampioenschap voetbal 2020. Het was de vijfde deelname voor het land. Vladimir Petković was de bondscoach. Zwitserland werd in de kwartfinale uitgeschakeld door Spanje, wat hun beste resultaat ooit was op een EK.

## Kwalificatie

### Kwalificatieduels
|                                                |         |         |                       |                                                                                    |
| 23 maart 2019 «onderlinge duels» 18.00 (UTC+4) | Georgië | 0 − 2   | Zwitserland           | Boris Paitsjadzestadion, Tbilisi Toeschouwers: 49.207 Scheidsrechter: Craig Pawson |
| 23 maart 2019 «onderlinge duels» 18.00 (UTC+4) |         | Verslag | 56' Zuber 80' Zakaria | Boris Paitsjadzestadion, Tbilisi Toeschouwers: 49.207 Scheidsrechter: Craig Pawson |

|                                                |                                  |         |                                              |                                                                          |
| 26 maart 2019 «onderlinge duels» 20.45 (UTC+1) | Zwitserland                      | 3 − 3   | Denemarken                                   | St. Jakob-Park, Bazel Toeschouwers: 18.352 Scheidsrechter: Damir Skomina |
| 26 maart 2019 «onderlinge duels» 20.45 (UTC+1) | Freuler 19' Xhaka 66' Embolo 76' | Verslag | 84' M. Jørgensen 88' Gytkjær 90+3' Dalsgaard | St. Jakob-Park, Bazel Toeschouwers: 18.352 Scheidsrechter: Damir Skomina |

|                                                   |                |         |             |                                                                                   |
| 5 september 2019 «onderlinge duels» 19.45 (UTC+1) | Ierland        | 1 − 1   | Zwitserland | Avivastadion, Dublin Toeschouwers: 44.111 Scheidsrechter: Carlos del Cerro Grande |
| 5 september 2019 «onderlinge duels» 19.45 (UTC+1) | McGoldrick 85' | Verslag | 74' Schär   | Avivastadion, Dublin Toeschouwers: 44.111 Scheidsrechter: Carlos del Cerro Grande |

|                                                   |                                                        |         |           |                                                                          |
| 8 september 2019 «onderlinge duels» 18.00 (UTC+2) | Zwitserland                                            | 4 − 0   | Gibraltar | Stade de Tourbillon, Sion Toeschouwers: 8.318 Scheidsrechter: Pavel Orel |
| 8 september 2019 «onderlinge duels» 18.00 (UTC+2) | Zakaria 37' Mehmedi 43' Rodríguez 45+4' Gavranović 87' | Verslag |           | Stade de Tourbillon, Sion Toeschouwers: 8.318 Scheidsrechter: Pavel Orel |

|                                                  |             |         |             |                                                                           |
| 12 oktober 2019 «onderlinge duels» 18.00 (UTC+2) | Denemarken  | 1 − 0   | Zwitserland | Parken, Kopenhagen Toeschouwers: 35.964 Scheidsrechter: Aleksej Koelbakov |
| 12 oktober 2019 «onderlinge duels» 18.00 (UTC+2) | Poulsen 84' | Verslag |             | Parken, Kopenhagen Toeschouwers: 35.964 Scheidsrechter: Aleksej Koelbakov |

|                                                  |                                  |         |                  |                                                                               |
| 15 oktober 2019 «onderlinge duels» 20.45 (UTC+2) | Zwitserland                      | 2 − 0   | Ierland          | Stade de Genève, Genève Toeschouwers: 24.766 Scheidsrechter: Szymon Marciniak |
| 15 oktober 2019 «onderlinge duels» 20.45 (UTC+2) | Seferović 16' Duffy 90+3' (e.d.) | Verslag | 33', 77' Coleman | Stade de Genève, Genève Toeschouwers: 24.766 Scheidsrechter: Szymon Marciniak |

|                                                   |             |         |         |                                                                             |
| 15 november 2019 «onderlinge duels» 20.45 (UTC+1) | Zwitserland | 1 − 0   | Georgië | Kybunpark, Sankt Gallen Toeschouwers: 16.400 Scheidsrechter: Danny Makkelie |
| 15 november 2019 «onderlinge duels» 20.45 (UTC+1) | Itten 77'   | Verslag |         | Kybunpark, Sankt Gallen Toeschouwers: 16.400 Scheidsrechter: Danny Makkelie |

|                                                   |            |         |                                                              |                                                                              |
| 18 november 2019 «onderlinge duels» 20.45 (UTC+1) | Gibraltar  | 1 − 6   | Zwitserland                                                  | Victoriastadion, Gibraltar Toeschouwers: 2.079 Scheidsrechter: Benoît Millot |
| 18 november 2019 «onderlinge duels» 20.45 (UTC+1) | Styche 74' | Verslag | 10', 84' Itten 50' Vargas 57' Fassnacht 75' Benito 86' Xhaka | Victoriastadion, Gibraltar Toeschouwers: 2.079 Scheidsrechter: Benoît Millot |

### Eindstand groep D
| Nr. | Land        | GW | W | G | V | DV | DT | DS  | Ptn |
| --- | ----------- | -- | - | - | - | -- | -- | --- | --- |
| 1   | Zwitserland | 8  | 5 | 2 | 1 | 19 | 6  | +13 | 17  |
| 2   | Denemarken  | 8  | 4 | 4 | 0 | 23 | 6  | +17 | 16  |
| 3   | Ierland     | 8  | 3 | 4 | 1 | 7  | 5  | +2  | 13  |
| 4   | Georgië     | 8  | 2 | 2 | 4 | 7  | 11 | -4  | 8   |
| 5   | Gibraltar   | 8  | 0 | 0 | 8 | 3  | 31 | -28 | 0   |

## EK-voorbereiding

### Wedstrijden
|                                                |                                         |       |                            |                                                                               |
| 31 maart 2021 «onderlinge duels» 20:45 (UTC+2) | Zwitserland                             | 3 – 2 | Finland                    | Kybunpark, Sankt Gallen Toeschouwers: 0 Scheidsrechter: Manuel Schüttengruber |
| 31 maart 2021 «onderlinge duels» 20:45 (UTC+2) | Gavranović 22' Vargas 57' Seferović 86' |       | 30', 40' (pen.) Pohjanpalo | Kybunpark, Sankt Gallen Toeschouwers: 0 Scheidsrechter: Manuel Schüttengruber |

|                                              |                         |       |                  |                                                                     |
| 30 mei 2021 «onderlinge duels» 20.00 (UTC+2) | Zwitserland             | 2 – 1 | Verenigde Staten | Kybunpark, Sankt Gallen Toeschouwers: 0 Scheidsrechter: Harm Osmers |
| 30 mei 2021 «onderlinge duels» 20.00 (UTC+2) | Rodríguez 10' Zuber 63' |       | 5' Lletget       | Kybunpark, Sankt Gallen Toeschouwers: 0 Scheidsrechter: Harm Osmers |

|                                              |                                                                            |       |               |                                                                         |
| 3 juni 2021 «onderlinge duels» 18.00 (UTC+2) | Zwitserland                                                                | 7 – 0 | Liechtenstein | Kybunpark, Sankt Gallen Toeschouwers: 0 Scheidsrechter: Nejc Kajtazović |
| 3 juni 2021 «onderlinge duels» 18.00 (UTC+2) | Gavranović 19', 75', 79' Fassnacht 46', 70' Frick 57' (e.d.) Fernandes 85' |       |               | Kybunpark, Sankt Gallen Toeschouwers: 0 Scheidsrechter: Nejc Kajtazović |

## Het Europees kampioenschap
De loting vond plaats op 30 november 2019 in Boekarest. Zwitserland werd ondergebracht in groep A, samen met Turkije, Italië en Wales.

### Uitrustingen
Sportmerk: Puma
| Thuis | Uit | Doelman |

### Selectie en statistieken
| Nr. | Naam                | Geboortedatum | GW |   |   |   |   |   |   | Club                     | Positie(s) |
| --- | ------------------- | ------------- | -- | - | - | - | - | - | - | ------------------------ | ---------- |
| 1   | Yann Sommer         | 17-12-1988    | 5  | 0 | 0 | 0 | 0 | 0 | 0 | Borussia Mönchengladbach | GK         |
| 2   | Kevin Mbabu         | 19-04-1995    | 5  | 0 | 1 | 0 | 0 | 3 | 1 | VfL Wolfsburg            | RB         |
| 3   | Silvan Widmer       | 05-03-1993    | 4  | 0 | 1 | 0 | 0 | 1 | 3 | FC Basel                 | RB         |
| 4   | Nico Elvedi         | 30-09-1996    | 5  | 0 | 1 | 0 | 0 | 0 | 0 | Borussia Mönchengladbach | CB, RB, DM |
| 5   | Manuel Akanji       | 19-07-1995    | 5  | 0 | 1 | 0 | 0 | 0 | 0 | Borussia Dortmund        | CB         |
| 6   | Denis Zakaria       | 20-11-1996    | 2  | 0 | 0 | 0 | 0 | 1 | 1 | Borussia Mönchengladbach | DM, CB     |
| 7   | Breel Embolo        | 14-02-1997    | 5  | 1 | 1 | 0 | 0 | 0 | 3 | Borussia Mönchengladbach | CF, RW, AM |
| 8   | Remo Freuler        | 15-04-1992    | 5  | 0 | 0 | 0 | 1 | 0 | 1 | Atalanta Bergamo         | CM         |
| 9   | Haris Seferović     | 22-02-1992    | 5  | 3 | 0 | 0 | 0 | 0 | 5 | SL Benfica               | CF, LW     |
| 10  | Granit Xhaka        | 27-09-1992    | 4  | 0 | 2 | 0 | 0 | 0 | 0 | Arsenal FC               | CM, AM     |
| 11  | Ruben Vargas        | 05-08-1998    | 4  | 0 | 0 | 0 | 0 | 4 | 0 | FC Augsburg              | LW         |
| 12  | Yvon Mvogo          | 06-06-1994    | 0  | 0 | 0 | 0 | 0 | 0 | 0 | PSV                      | GK         |
| 13  | Ricardo Rodríguez   | 25-08-1992    | 5  | 0 | 1 | 0 | 0 | 0 | 1 | Torino FC                | LB, LM     |
| 14  | Steven Zuber        | 17-08-1991    | 4  | 0 | 0 | 0 | 0 | 1 | 3 | Eintracht Frankfurt      | LM, LW     |
| 15  | Djibril Sow         | 06-02-1997    | 2  | 0 | 0 | 0 | 0 | 2 | 0 | Eintracht Frankfurt      | CM         |
| 16  | Christian Fassnacht | 11-11-1993    | 2  | 0 | 0 | 0 | 0 | 2 | 0 | BSC Young Boys           | RW         |
| 17  | Loris Benito        | 07-01-1992    | 1  | 0 | 0 | 0 | 0 | 1 | 0 | Girondins de Bordeaux    | LB         |
| 18  | Admir Mehmedi       | 16-03-1991    | 2  | 0 | 0 | 0 | 0 | 2 | 0 | VfL Wolfsburg            | CF, LW     |
| 19  | Mario Gavranović    | 24-11-1989    | 5  | 1 | 2 | 0 | 0 | 5 | 0 | Dinamo Zagreb            | CF         |
| 20  | Edimilson Fernandes | 15-04-1996    | 0  | 0 | 0 | 0 | 0 | 0 | 0 | Mainz 05                 | AM         |
| 21  | Jonas Omlin         | 10-01-1994    | 0  | 0 | 0 | 0 | 0 | 0 | 0 | Montpellier HSC          | GK         |
| 22  | Fabian Schär        | 20-12-1991    | 4  | 0 | 1 | 0 | 0 | 2 | 1 | Newcastle United         | CB         |
| 23  | Xherdan Shaqiri     | 10-10-1991    | 5  | 3 | 0 | 0 | 0 | 0 | 5 | Liverpool FC             | RW, AM, LW |
| 24  | Bećir Omeragić      | 20-01-2002    | 0  | 0 | 0 | 0 | 0 | 0 | 0 | FC Zürich                | CB         |
| 25  | Eray Cömert         | 04-02-1998    | 0  | 0 | 0 | 0 | 0 | 0 | 0 | FC Basel                 | CB         |
| 26  | Jordan Lotomba      | 29-09-1998    | 0  | 0 | 0 | 0 | 0 | 0 | 0 | OGC Nice                 | RB         |

### Wedstrijden
| Nr. | Land        | GW | W | G | V | DV | DT | DS | Ptn |
| --- | ----------- | -- | - | - | - | -- | -- | -- | --- |
| 1   | Italië      | 3  | 3 | 0 | 0 | 7  | 0  | +7 | 9   |
| 2   | Wales       | 3  | 1 | 1 | 1 | 3  | 2  | +1 | 4   |
| 3   | Zwitserland | 3  | 1 | 1 | 1 | 4  | 5  | -1 | 4   |
| 4   | Turkije     | 3  | 0 | 0 | 3 | 1  | 8  | -7 | 0   |

#### Groepsfase
|                                               |           |         |             |                                                                             |
| 12 juni 2021 «onderlinge duels» 17:00 (UTC+4) | Wales     | 1 – 1   | Zwitserland | Olympisch Stadion, Bakoe Toeschouwers: 8.782 Scheidsrechter: Clément Turpin |
| 12 juni 2021 «onderlinge duels» 17:00 (UTC+4) | Moore 75' | Verslag | 50' Embolo  | Olympisch Stadion, Bakoe Toeschouwers: 8.782 Scheidsrechter: Clément Turpin |

|                                               |                                 |       |             |                                                                            |
| 16 juni 2021 «onderlinge duels» 21:00 (UTC+2) | Italië                          | 3 – 0 | Zwitserland | Stadio Olimpico, Rome Toeschouwers: 12.445 Scheidsrechter: Sergej Karasjov |
| 16 juni 2021 «onderlinge duels» 21:00 (UTC+2) | Locatelli 26', 52' Immobile 89' |       |             | Stadio Olimpico, Rome Toeschouwers: 12.445 Scheidsrechter: Sergej Karasjov |

|                                               |                               |       |             |                                                                             |
| 20 juni 2021 «onderlinge duels» 20:00 (UTC+4) | Zwitserland                   | 3 – 1 | Turkije     | Olympisch Stadion, Bakoe Toeschouwers: 17.138 Scheidsrechter: Slavko Vinčić |
| 20 juni 2021 «onderlinge duels» 20:00 (UTC+4) | Seferović 6' Shaqiri 26', 68' |       | 62' Kahveci | Olympisch Stadion, Bakoe Toeschouwers: 17.138 Scheidsrechter: Slavko Vinčić |

#### Achtste finale
|                                               |                                     |              |                                        |                                                                                    |
| 28 juni 2021 «onderlinge duels» 22:00 (UTC+3) | Frankrijk                           | 3 – 3 (n.v.) | Zwitserland                            | Arena Națională, Boekarest Toeschouwers: 22.642 Scheidsrechter: Fernando Rapallini |
| 28 juni 2021 «onderlinge duels» 22:00 (UTC+3) | Benzema 57', 59' Pogba 75'          |              | 15', 81' Seferović 90' Gavranović      | Arena Națională, Boekarest Toeschouwers: 22.642 Scheidsrechter: Fernando Rapallini |
| 28 juni 2021 «onderlinge duels» 22:00 (UTC+3) | Strafschoppen                       |              |                                        | Arena Națională, Boekarest Toeschouwers: 22.642 Scheidsrechter: Fernando Rapallini |
| 28 juni 2021 «onderlinge duels» 22:00 (UTC+3) | Pogba Giroud Thuram Kimpembe Mbappé | 4 – 5        | Gavranović Schär Akanji Vargas Mehmedi | Arena Națională, Boekarest Toeschouwers: 22.642 Scheidsrechter: Fernando Rapallini |

#### Kwartfinale
|                                              |                                |              |                                      |                                                                                        |
| 2 juli 2021 «onderlinge duels» 19:00 (UTC+3) | Zwitserland                    | 1 – 1 (n.v.) | Spanje                               | Krestovskistadion, Sint-Petersburg Toeschouwers: 24.764 Scheidsrechter: Michael Oliver |
| 2 juli 2021 «onderlinge duels» 19:00 (UTC+3) | Shaqiri 68' Freuler 77'        |              | 8' (e.d.) Zakaria                    | Krestovskistadion, Sint-Petersburg Toeschouwers: 24.764 Scheidsrechter: Michael Oliver |
| 2 juli 2021 «onderlinge duels» 19:00 (UTC+3) | Strafschoppen                  |              |                                      | Krestovskistadion, Sint-Petersburg Toeschouwers: 24.764 Scheidsrechter: Michael Oliver |
| 2 juli 2021 «onderlinge duels» 19:00 (UTC+3) | Gavranović Schär Akanji Vargas | 1 – 3        | Busquets Olmo Rodri Gerard Oyarzabal | Krestovskistadion, Sint-Petersburg Toeschouwers: 24.764 Scheidsrechter: Michael Oliver |

SFV · A-internationals · Selecties · Bondscoaches · Zwitsers vrouwenelftal · Olympisch elftal · Zwitserland U21 · Zwitserland U19 · Zwitserland U18 · Zwitserland U17 · Zwitserland U16 · Vrouwen U17
1905 – 1919 · 
1920 – 1929 · 
1930 – 1939 · 
1940 – 1949 · 
1950 – 1959 · 
1960 – 1969 · 
1970 – 1979 · 
1980 – 1989 · 
1990 – 1999 · 
2000 – 2009 · 
2010 – 2019 · 
2020 – 2029
EK's: 1996 · 
2004 · 
2008 · 
2016 · 
2020 · 
2024
WK's: 1934 · 
1938 · 
1950 · 
1954 · 
1962 · 
1966 · 
1994 · 
2006 · 
2010 · 
2014 · 
2018 · 
2022
OS: 1924 · 
1928 · 
2012
1905 · 
1906 · 1907 · 
1908 · 
1909 · 
1910 · 
1911 · 
1912 · 
1913 · 
1914 · 
1915 · 
1916 · 
1917 · 
1918 · 
1919 · 
1920 · 
1921 · 
1922 · 
1923 · 
1924 · 
1925 · 
1926 · 
1927 · 
1928 · 
1929 · 
1930 · 
1931 · 
1932 · 
1933 · 
1934 · 
1935 · 
1936 · 
1937 · 
1938 · 
1939 · 
1940 · 
1941 · 
1942 · 
1943 · 
1944 · 
1945 · 
1946 · 
1947 · 
1948 · 
1949 · 
1950 · 
1952 ·
1952 · 
1953 · 
1954 · 
1955 · 
1956 · 
1957 · 
1958 · 
1959 · 
1960 · 
1961 · 
1962 · 
1963 · 
1964 · 
1965 · 
1966 · 
1967 · 
1968 · 
1969 · 
1970 · 
1971 · 
1972 · 
1973 · 
1974 · 
1975 · 
1976 · 
1977 ·
1978 · 
1979 · 
1980 · 
1981 · 
1982 · 
1983 · 
1984 · 
1985 · 
1986 · 
1987 · 
1988 · 
1989 · 
1990 ·
1991 · 
1992 · 
1993 · 
1994 ·
1995 · 
1996 · 
1997 · 
1998 · 
1999 · 
2000 · 
2001 · 
2002 · 
2003 · 
2004 · 
2005 · 
2006 · 
2007 · 
2008 · 
2009 · 
2010 · 
2011 · 
2012 · 
2013 ·
2014 ·
2015 ·
2016 ·
2017 ·
2018 ·
2019 ·
2020 ·
2021 ·
2022
Albanië ·
Algerije · 
Andorra · 
Argentinië ·
Australië ·
Azerbeidzjan ·
België ·
Bolivia ·
Bosnië en Herzegovina ·
Brazilië ·
Bulgarije ·
Canada ·
Chili ·
China ·
Colombia ·
Costa Rica ·
Cyprus ·
Denemarken ·
DDR ·
Duitsland ·
Ecuador ·
Egypte ·
Engeland · 
Estland ·
Faeröer ·
Finland ·
Frankrijk ·
Georgië ·
Ghana ·
Gibraltar ·
Griekenland ·
Honduras ·
Hongarije ·
Hongkong ·
Ierland ·
IJsland ·
Israël ·
Italië ·
Ivoorkust ·
Jamaica ·
Japan ·
Joegoslavië ·
Kameroen ·
Kenia ·
Kosovo ·
Kroatië ·
Letland ·
Liechtenstein ·
Litouwen ·
Luxemburg ·
Malta ·
Marokko ·
Mexico ·
Moldavië ·
Montenegro ·
Nederland ·
Nigeria ·
Noord-Ierland ·
Noorwegen ·
Oekraïne ·
Oman ·
Oostenrijk ·
Panama ·
Peru ·
Polen ·
Portugal ·
Qatar ·
Roemenië ·
Rusland ·
Saarland ·
San Marino ·
Schotland ·
Servië ·
Slovenië ·
Slowakije ·
Sovjet-Unie · 
Spanje ·
Togo ·
Tsjechië ·
Tsjecho-Slowakije ·
Tunesië ·
Turkije ·
Uruguay ·
Venezuela ·
VA Emiraten ·
Verenigde Staten ·
Wales ·
Wit-Rusland ·
Zimbabwe ·
Zuid-Korea ·
Zweden
Albanië (2016) ·
Argentinië (2014) ·
Brazilië (2018) ·
Chili (2010) ·
Costa Rica (2018) ·
Ecuador (2014) ·
Frankrijk (2006) ·
Frankrijk (2014) ·
Frankrijk (2016) ·
Frankrijk (2021) ·
Honduras (2010) · 
Honduras (2014) · 
Italië (2021) · 
Oekraïne (2006) ·
Portugal (2008)  · 
Portugal (2022) · 
Roemenië (2016) · 
Servië (2018) ·
Spanje (2010) ·
Spanje (2021) ·
Togo (2006) ·
Tsjechië (2008) ·
Turkije (2008) ·
Turkije (2021) ·
Wales (2021) ·
Zuid-Korea (2006) ·
Zweden (2018)
1 Sommer ·
2 Mbabu ·
3 Widmer ·
4 Elvedi ·
5 Akanji ·
6 Zakaria ·
7 Embolo ·
8 Freuler ·
9 Seferović ·
10 Xhaka  ·
11 Vargas ·
12 Mvogo ·
13 Rodríguez ·
14 Zuber ·
15 Sow ·
16 Fassnacht ·
17 Benito ·
18 Mehmedi ·
19 Gavranović ·
20 Fernandes ·
21 Omlin ·
21 Kobel ·
22 Schär ·
23 Shaqiri ·
24 Omeragić ·
25 Cömert ·
26 Lotomba ·
Coach: Petković